# Super Bowl
Il Super Bowl è la finale del campionato della National Football League, la lega professionistica statunitense di football americano.
Negli Stati Uniti viene considerato come l'incontro che assegna il titolo di campione del mondo di questo sport.
Si tiene solitamente nell'ultima domenica di gennaio o nella prima di febbraio, e registra abitualmente negli Stati Uniti gli ascolti televisivi più alti in assoluto. La NFL usa i numeri romani per indicare ogni edizione del Super Bowl; l'unica eccezione è stata fatta per la cinquantesima, per la quale è stato usato il numero arabo 50 al posto del romano L.
A questo evento partecipano star mondiali che hanno l'onore di cantare l'inno nazionale statunitense e fare anche un proprio concerto.
Si svolge nell'anno solare successivo rispetto alla stagione di cui assegna il titolo: ad esempio, il Super Bowl VIII, che si disputò il 13 gennaio 1974, decretò i campioni della stagione 1973.
Campioni in carica per la stagione 2024 sono i Philadelphia Eagles che hanno battuto nel Super Bowl LIX i Kansas City Chiefs, conquistando così il loro secondo titolo.
Il trofeo è il Vince Lombardi Trophy, una palla da football interamente d'argento in posizione di kick off creata dalla gioielleria Tiffany. Il trofeo venne intitolato nel 1971 al famoso allenatore di origine italiana, subito dopo la sua morte improvvisa, per ricordarne le vittorie nei primi due Super Bowl alla guida dei Green Bay Packers. A differenza di altri trofei, esso resta nella bacheca della squadra vincente, per questo ogni anno Tiffany ne crea una nuova versione.

## Storia
Una partita per il campionato del mondo AFL-NFL venne giocata per la prima volta nella stagione 1966, tra i campioni della American Football League e quelli della National Football League. L'incontro fu il risultato dell'accordo di fusione tra le due leghe, che entrò in vigore a pieno titolo nella stagione 1970. Il terzo di questi incontri, disputato alla fine della stagione 1968, venne chiamato "Super Bowl", e tale nome viene oggi usato per indicare anche i due incontri precedenti. Dopo la stagione 1970 l'incontro è passato da campionato del mondo a campionato NFL, e vi partecipano i campioni delle due conference della NFL: l'American Football Conference e la National Football Conference.
Prima della stagione 1966, le partite di football americano professionistico venivano disputate per i vari campionati di lega e non si disputavano partite tra i campioni delle varie leghe. Esistevano delle partite denominate "All-America Football Conference Championship Game", "American Football League Championship Game" o "NFL Championship Game", a seconda della lega che le organizzava.

### 1967-1970: AFL contro NFL
Come detto in precedenza i primi quattro Super Bowl furono giocati già con la consapevolezza della fusione tra il campionato AFL e NFL, ma questo avvenne soltanto a partire dal Super Bowl V. Le prime due edizioni videro dominare i Green Bay Packers (guidati da Vince Lombardi) rispettivamente sui Kansas City Chiefs e Oakland Raiders. Il grande trascinatore della squadra fu il quarterback Bart Starr che si aggiudicò il Super Bowl MVP, ovvero il premio come miglior giocatore della partita, in entrambe le occasioni. Questi due Super Bowl, che si aggiungono alla vittoria nei campionati NFL del 1961, 1962, e 1965 hanno portato molte persone a celebrare i Packers come "Team degli anni '60 USA ". Inoltre il Super Bowl II segnò l'ultima apparizione di Lombardi come allenatore di Green Bay dopo 9 anni, nei quali aveva vinto, oltre ai 2 Super Bowl, 6 titoli della Western Conference, 5 titoli NFL. Le edizioni successive videro le vittorie dei New York Jets sui Baltimore Colts, e dei Chiefs sui Minnesota Vikings.

### 1971-1981: il dominio delle squadre AFC
Con il Super Bowl V si ebbe ufficialmente la fusione fra le due leghe. Difatti da questo momento ad affrontarsi nella finalissima erano le due squadre vincitrici delle due conference AFC e NFC. Per le prime undici edizioni ci fu un netto domino delle "squadre AFC", difatti conquistarono ben 9 Super Bowl, di cui quattro conquistati soltanto dai fortissimi Pittsburgh Steelers.
Il Super Bowl V disputato all'Orange Bowl di Miami, che vide opporsi i Baltimore Colts e i Dallas Cowboys ebbe un finale rocambolesco, con i Colts usciti vincitori grazie a un field goal di Jim O'Brien a pochi secondi dal termine, dopo che la partita era stata ferma a lungo sul punteggio di parità. I Cowboys si ripresero la rivincita l'anno successivo battendo i Miami Dolphins. I Dolphins si aggiudicarono il titolo nel Super Bowl VII e VIII battendo rispettivamente i Washington Redskins e i Minnesota Vikings. L'incontro tra i Dolphins e i Redskins non solo è ricordato per aver fatto registrare il punteggio più basso di tutta la storia del Super Bowl (21 punti totali), mettendo difatti in risalto le ottime difese delle due squadre, in particolare quella dei Dolphins, ma segnò la fine di una stagione trionfale per Miami. I Dolphins rimasero imbattuti in tutti i 17 incontri disputati, rimanendo tuttora l'unica squadra ad aver fatto registrare tale impresa e realizzando quella che in gergo viene chiamata "perfect season".
Nelle due finali successive si imposero i Pittsburgh Steelers, prima contro i Vikings (secondo punteggio più basso della storia con 22 punti) e poi contro i Cowboys. Giunti al Super Bowl XI per la terza volta in quattro anni, i Vikings uscirono nuovamente sconfitti, questa volta ad opera degli Oakland Raiders in un incontro già segnato dall'inizio, quando i Raiders presero il sopravvento nel secondo quarto. L'anno successivo tornò sul tetto del mondo una "squadra dell'NFC", difatti i Dallas Cowboys si imposero sui Denver Broncos. Al termine dell'incontro vennero nominati a pari merito Super Bowl MVP - nell'unico caso della storia del Super Bowl - due difensori di Dallas: il defensive tackle Randy White e il defensive end Harvey Martin. In occasione del Super Bowl XIII e XIV, guidati dal quarterback Terry Bradshaw (che ricevette il premio MVP in entrambe le occasioni) tornarono sul gradino più alto gli Steelers, grazie alle vittorie sui soliti Dallas Cowboys e sui Los Angeles Rams. I Raiders si aggiudicarono, nella stagione seguente, il loro secondo Super Bowl della storia ai danni dei Philadelphia Eagles.
In questo periodo, dominato dalle "squadre AFC" nel quale sono stati giocati ben undici Super Bowl, si sono viste maggiormente quattro squadre: gli Steelers, i Cowboys, i Dolphins ed infine i Vikings. Gli Steelers si sono aggiudicati tutti e quattro i Super Bowl giocati, i Cowboys - unica "squadra NFC" a vincere in questo periodo - nonostante le cinque finali disputate sono riusciti a vincere solo due volte il trofeo. I Dolphins vinsero due Super Bowl (come i Raiders) rispetto ai tre giocati, mentre i Vikings furono protagonisti in negativo, perdendo tutte e tre le finali giocate.

### 1982-1997: il dominio delle squadre NFC
Se le precedenti undici edizioni avevano visto trionfare per ben 9 volte una "squadra AFC" suscitando dubbi sulla competitività delle "squadre NFC", del tutto inaspettato e clamoroso fu il rovesciamento che si venne a verificare nelle successive edizioni. Il confronto è imbarazzante, difatti nelle successive sedici edizioni del Super Bowl si assistette al trionfo delle "squadre NFC" per ben quindici volte, di cui tredici consecutive.
Il Super Bowl XVI vide il trionfo dei San Francisco 49ers sui Cincinnati Bengals. Super Bowl MVP venne nominato Joe Montana, quarterback dei 49ers. A distanza di nove anni, si videro nuovamente in finale i Dolphins, ma questa volta nulla poterono contro la forza dei Washington Redskins che esplosero dopo l'intervallo. I Redskins provarono a ripetersi l'anno successivo contro i Los Angeles Raiders ma senza fortuna. I Raiders (unica "squadra AFC" a vincere in questo periodo) ottennero il loro terzo successo in otto anni, difatti in precedenza dopo aver vinto i primi 2 titoli come Oakland, si trasferirono a Los Angeles cambiando così il nome. Nel Super Bowl XIX in una partita senza storia nonostante l'iniziale svantaggio, tornarono al successo, sempre guidati dal loro quarterback Joe Montana (nominato nuovamente Super Bowl MVP), i 49ers contro i Dolphins. Questa fu l'ultima apparizione nella massima finale per i Dolphins.
La finale successiva si disputò al Louisiana Superdome di New Orleans tra New England Patriots e Chicago Bears. Fu un trionfo schiacciante per i Bears in quella che fu la finale che fece registrare il secondo maggior scarto nel punteggio finale (36 punti). Super Bowl MVP venne nominato Richard Dent, defensive end di Chicago. Nei successivi due Super Bowl approdarono in finale i Denver Broncos già sconfitti nel Super Bowl XII dai Dallas Cowboys. Non furono particolarmente fortunati neppure questa volta i Broncos, difatti vennero sconfitti sia dai New York Giants che dai Washington Redskins. Il Super Bowl XXIII e XXIV vide il ritorno al successo in entrambe le edizioni dei San Francisco 49ers. La squadra di San Francisco piegò prima i Bengals in una finale equilibrata, mentre schiacciarono l'anno successivo gli sfortunati Broncos, giunti alla loro terza finale in quattro anni (quarta finale complessiva). La partita, dominata sin dall'inizio dai 49ers fece registrare il record del maggior scarto di punti tra le due squadre (ben 45). Il quarterback di San Francisco, Joe Montana, ricevette nuovamente il premio Super Bowl MVP per la terza volta in carriera (primo giocatore ad ottenere tre MVP). Con questo duplice successo i 49ers, raggiunsero, momentaneamente, il record dei quattro Super Bowl appartenuto, fino a quel momento dai Pittsburgh Steelers.
Con il Super Bowl XXV iniziò la sfortunatissima apparizione dei Buffalo Bills, i quali nonostante riuscissero ad approdare alla finalissima per ben quattro volte consecutive, uscirono sconfitti in tutte quante le occasioni (facendo segnare in assoluto il record in negativo). Il primo incontro vide opporre, nella più rocambolesca finale del Super Bowl i Bills ai New York Giants. Il match, che fu uno dei più equilibrati della storia del trofeo, - facendo registrare per altro il record della vittoria con il minor scarto di punteggio (solo 1 di differenza) - si decise proprio nell'ultima azione disponibile a tempo ormai pressoché scaduto. I Bills, in svantaggio di un solo punto, erano in attacco, quando all'ultima azione erano ancora fermi sulle 47-yard. Decisero di provarci con un field goal, ma sfortunatamente per loro, il kicker Scott Norwood, sbagliò. Vinsero così i Giants che scrissero per la seconda volta il loro nome sull'albo d'oro. L'anno successivo i Buffalo Bills vennero sconfitti per la seconda volta dai Redskins (al loro terzo ed ultimo successo). Per la prima volta nella storia in occasione del Super Bowl XXVII e XXVIII la finale, in entrambe le occasioni, venne disputata tra le stesse squadre: i Bills e i Cowboys, con gli ultimi che vinsero entrambe le partite. Con questo duplice successo i Cowboys, raggiunsero, in vetta all'albo d'oro, il record dei quattro Super Bowl appartenuto, fino a quel momento ai Steelers e ai 49ers.
Il Super Bowl XXIX vide il quinto trionfo dei San Francisco 49ers che diventarono così il club con più Super Bowl della storia. A farne le spese in finale furono i San Diego Chargers che nulla poterono contro la forza dei 49ers nonostante, questi ultimi fossero rimasti orfani della loro stella: Joe Montana. L'anno seguente ci fu un'edizione speciale. Difatti, non solo quello che andò in scena fu il Super Bowl XXX, ma vide affrontarsi gli Steleers (tornati in finale dopo 16 anni) e i Cowboys. Entrambe le squadre avevano in bacheca quattro titoli, e l'anno prima si erano visti staccare di una lunghezza dai 49ers. Questa sorta di spareggio venne vinto dai Dallas Cowboys (che agguantarono a quota 5 successi il record dei 49ers), i quali presero subito in mano le redini del gioco. Curiosità: gli Steelers e i Cowboys si erano incontrati nella finalissima anche in altre due occasioni, ma a prevalere in entrambe le partite fu la squadra di Pittsburgh. L'edizione successiva vide tornare al successo dopo ben 29 anni di assenza, coloro che avevano fatto da padroni nelle prime due edizioni: i Green Bay Packers che sconfissero in finale i New England Patriots.
In questo periodo, dominato dalle "squadre NFC" nel quale sono stati giocati ben sedici Super Bowl, si sono viste maggiormente cinque squadre: i San Francisco 49ers, i Dallas Cowboys, i Washington Redskins, i Denver Broncos ed infine i Buffalo Bills. I 49ers hanno vinto 5 finali del Super Bowl su cinque disputate, i Cowboys hanno vinto 3 Super Bowl agguantando così il record dei 49ers, i Redskins hanno disputato quattro finali, vincendone tre (quella persa è l'unica vittoria di una "squadra AFC" ovvero i Los Angeles Raiders). I Broncos hanno invece disputato 3 finali in quattro anni perdendole tutte, così come i Bills che hanno perso 4 edizioni di fila del Super Bowl. Da segnalare anche il record dei premi di Super Bowl MVP conquistato da Joe Montana: 3 MVP portati a casa dal quarterback dei San Francisco 49ers.

### 1998-2008: il ritorno delle squadre AFC
Dopo l'inaspettato dominio di ben 15 edizioni su sedici disputate delle "squadre NFC", il Super Bowl XXXII sancisce il ritorno al vertice delle "squadre AFC". Difatti in ben undici edizioni del Super Bowl, soltanto in tre occasioni sono riuscite ad imporsi le "squadre NFC", situazione simile al periodo 1971-1981, dove su undici edizioni, avevano vinto per ben 9 volte le "squadre AFC".
Il Super Bowl XXXII e XXXIII vede il ritorno alla vittoria, in entrambe le occasioni, dei Broncos. La prima delle due, è una finale di prestigio, giocata contro i Packers giunti alla loro seconda finale consecutiva. L'incontro pur se abbastanza equilibrato, si risolverà nell'ultimo quarto di gara a favore della squadra di Denver. Nella finale successiva toccherà agli Atlanta Falcons arrendersi, in un incontro sempre condotto dai Broncos che porteranno a due il numero dei Super Bowl vinti. La stagione seguente vide affrontarsi al Georgia Dome di Atlanta, i Tennessee Titans e i Saint Louis Rams. Per i Titans fu la prima apparizione, mentre per i Rams fu la seconda visto che in precedenza avevano giocato come Los Angeles Rams. La partita si concluse con la prima ed unica vittoria dei Rams, grazie al touchdown di Isaac Bruce.
Il Super Bowl XXXV vide il trionfo dei Baltimore Ravens sui New York Giants in un incontro dominato sin dall'inizio dai Ravens. Non fu il primo successo per una squadra di Baltimora, visto che nel 1971 vinsero il Super Bowl i Baltimore Colts, prima dello spostamento della franchigia ad Indianapolis. Per i Giants invece fu l'unica sconfitta nel Super Bowl per un totale di quattro finali disputate. La stagione successiva segnò il dominio dei New England Patriots, che vinsero per ben tre volte - in quattro anni - il Super Bowl. La prima vittoria venne in occasione del Super Bowl XXXVI contro i Rams in un incontro altalenante, deciso solo allo scadere da un field goal di Adam Vinatieri. I Patriots vinsero anche in occasione del Super Bowl XXXVIII e XXXIX rispettivamente contro i Carolina Panthers (alla prima apparizione) e i Philadelphia Eagles. Il match contro la "squadra sorpresa" dei Panthers, fu molto equilibrato e fu deciso, ancora una volta, da Vinatieri con un field goal a 4 secondi dallo scadere del tempo. Lo stesso Vinatieri fu decisivo, sul risultato finale, con un altro field goal nella finale vinta dai Patriots contro i rimontanti Eagles. I tre successi dei Patriots furono interrotti solo dalla prima vittoria dei Tampa Bay Buccaneers contro gli Oakland Raiders (che spostarono nuovamente la franchigia da Los Angeles) nel Super Bowl XXXVII giocato nel Qualcomm Stadium di San Diego.
Dopo ben 26 anni di assenza, tornarono sul tetto del mondo gli Steelers, che avevano perso dieci anni prima, l'ultima finale giocata, contro i Cowboys. Nel Super Bowl XL giocato al Ford Field di Detroit, gli Steelers piegarono i Seattle Seahawks giunti alla loro prima finale della storia. L'edizione successiva fece registrare il secondo trionfo per i Colts (in precedenza, prima dello spostamento della franchigia, avevano vinto come Baltimore Colts) a spese dei Bears. Grande protagonista della partita fu Vinatieri - passato dai Patriots ai Colts con tre field goal. Nel Super Bowl XLII tornarono alla vittoria, dopo diciassette anni, i Giants contro i Patriots. Nonostante i pronostici fossero nettamente a favore dei Patriots, reduci da una stagione fino a quel momento perfetta con 18 vittorie in altrettanti incontri, la partita fu estremamente equilibrata e venne decisa da un touchdown di Plaxico Burress, a pochi secondi dal termine.
In questo periodo, che segna il ritorno al vertice delle "squadre AFC" nel quale sono stati giocati ben undici Super Bowl, si sono viste maggiormente due squadre: i New England Patriots e i Denver Broncos. I Patriots hanno vinto 3 Super Bowl in quattro anni, mentre i Broncos ne hanno vinti due di fila. Le uniche tre "squadre NFC" riuscite ad imporsi sono state i Saint Louis Rams, i Tampa Bay Buccaneers (primo ed unico successo per i Rams e i Buccaneers) e i New York Giants (terzo successo). Nelle undici finali si sono affacciate per la prima volta al Super Bowl diverse "squadre nuove" come i Ravens, i Buccaneers, i Panthers, i Falcons ed infine i Seahawks. Le ultime quattro squadre citate, sono la dimostrazione, di come in questo periodo, c'è stata una robusta competizione all'interno della National Football Conference dove ad arrivare al Super Bowl non sono state sempre le stesse squadre del passato. Da segnalare anche il ritorno al successo dei Pittsburgh Steelers. Per gli Steelers è il quinto successo, che permette loro di agganciare in cima all'albo d'oro i San Francisco 49ers e i Dallas Cowboys.

### 2009-2015: il predominio delle squadre NFC
Il Super Bowl XLIII viene disputato al Raymond James Stadium di Tampa tra gli Steelers e gli Arizona Cardinals. Pur essendo al loro primo Super Bowl i Cardinals, passati in vantaggio a due minuti dalla fine, si dimostrarono degli avversari tutt'altro che facili per gli Steelers. La partita venne decisa a favore della squadra di Pittsburgh da un touchdown di Santonio Holmes nei secondi finali del match. Con il sesto titolo in bacheca, gli Steelers, sono diventati la squadra più titolata dell'NFL. L'edizione successiva del Super Bowl vide il primo successo dei New Orleans Saints (alla loro prima apparizione) sui favoriti Colts. Nel Super Bowl XLV tornarono al successo, dopo 14 anni, i Packers, che in finale sconfissero gli Steelers giunti alla loro terza finale in sei anni. Aaron Rodgers, quarterback dei Packers, venne nominato Super Bowl MVP. Per i Green Bay Packers è il quarto successo. Il successivo Super Bowl XLVI giocato, fu un remake della finale giocata quattro anni prima. Difatti a contendersi il titolo furono nuovamente i Patriots e i Giants. I New England Patriots - dati per favoriti anche in questa occasione - non riuscirono a prendersi la rivincita, lasciando la gloria ai New York Giants che, grazie al touchdown di Ahmad Bradshaw a 57 secondi dalla fine del match, si aggiudicarono il trofeo per la quarta volta, agguantando così nell'albo d'oro i Packers. Il Super Bowl XLVII, disputato al Louisiana Superdome di New Orleans, fece registrare il secondo successo per i Baltimore Ravens a distanza di 12 anni dal primo.
I Ravens hanno battuto i favoriti San Francisco 49ers (prima sconfitta su 6 Super Bowl giocati), nonostante una quasi clamorosa rimonta da parte dei 49ers cominciata con un distacco di 22 punti dai Ravens e fermatasi a soli 3 punti di distanza. Il Super Bowl XLVIII andò in scena nell'inedito MetLife Stadium di East Rutherford nel New Jersey (primo caso di una finale disputata in una città dal clima freddo con stadio scoperto), e vide affrontarsi la miglior difesa della NFL contro il miglior attacco, ovvero Seattle Seahawks contro Denver Broncos. Seppur partiti come sfavoriti, i Seahawks si imposero con uno schiacciante 43-8 nei confronti dei Broncos, aggiudicandosi così il primo Super Bowl della franchigia. Il Super Bowl XLIX fu giocato il 1º febbraio 2015 allo University of Phoenix Stadium di Glendale, Arizona tra i New England Patriots e i Seattle Seahawks, questi ultimi campioni in carica alla ricerca della riconferma che nessuno era stato in grado di raggiungere da quando proprio i Patriots centrarono il back to back nelle stagioni 2003 e 2004. A trionfare in Arizona fu però la franchigia guidata da Tom Brady, che vinse il suo quarto titolo in carriera venendo nominato per la terza volta MVP della finale, che sconfisse i Seahawks per 28-24 con un finale ricco di sorprese deciso da un intercetto del cornerback dei Patriots Malcolm Butler in prossimità della sua goal line a meno di 30 secondi dal termine.
In questo breve periodo, limitato solo da sei finali, si sono visti maggiormente gli Steelers con due finali disputate. Inoltre sono tornate alla vittoria consecutiva - per la prima volta dopo 13 anni - le "squadre NFC" e il successo dei Seahawks ha fatto segnare per la stessa Conference il quarto successo su sei finali disputate, aprendo nuovamente un mini ciclo targato NFC, prima che venisse nuovamente chiuso dai Patriots. Con le finali disputate dai Cardinals, Saints, 49ers ed infine dai Seahawks si può ancora una volta notare la continua competizione che c'è all'interno della National Football Conference, a dimostrare, che i casi precedenti non erano fortuiti.

### 2015-presente: il predominio delle squadre AFC
Il Super Bowl 50, indicato eccezionalmente con il numero arabo 50 e non con il classico numero romano L, viene disputato il 7 febbraio 2016 al Levi's Stadium di Santa Clara tra i Denver Broncos e i Carolina Panthers, che furono battuti dai Broncos 21-10. I Panthers furono fermati dalla difesa dei Broncos, che misero a segno un record del Super Bowl di sette sack sul quarterback di Carolina Cam Newton, che fu poi eletto MVP della NFL. Il Super Bowl LI tra i New England Patriots e gli Atlanta Falcons fu il primo caso nella storia in cui il Super Bowl si è deciso ai tempi supplementari. I Patriots si trovarono sotto 28-3 a meno di nove minuti dalla fine del terzo quarto, ma riuscirono a rimontare sul 28-28 e a portare la partita ai supplementari, dove vinsero grazie a un touchdown di James White. Tom Brady fu nominato MVP del Super Bowl per la quarta volta in carriera e conquistò il suo quinto titolo, entrambi record tra i quarterback titolari. Il Super Bowl LII vide i New England Patriots campioni in carica contrapposti ai Philadelphia Eagles, che vinsero il loro primo Super Bowl alla terza apparizione con un punteggio di 41 a 33. Il quarterback Nick Foles fu nominato Super Bowl MVP. Il Super Bowl LIII fu giocato il 3 febbraio 2019 al Mercedes-Benz Stadium di Atlanta. I New England Patriots arrivarono per il terzo anno di fila al Super Bowl contro i campioni della NFC, i Los Angeles Rams. I Patriots vinsero il loro sesto titolo, raggiungendo in testa all'albo d'oro i Pittsburgh Steelers. Fu il Super Bowl con il punteggio finale più basso di sempre, 13-3, il primo con nessun touchdown segnato nei primi tre quarti e il primo di sempre con nessun touchdown segnato su passaggio. New England divenne la seconda squadra a vincere il Super Bowl con un solo touchdown segnato e la squadra a vincere la finale della NFL con il punteggio più basso di sempre. L'edizione successiva, il Super Bowl LIV, vide il ritorno alla vittoria dei Kansas City Chiefs dopo ben 50 anni dall'ultima vittoria e dall'ultima apparizione al Super Bowl. I Chiefs batterono 31-20 i San Francisco 49ers, di ritorno al Super Bowl dopo 7 anni. MVP del Super Bowl fu nominato Patrick Mahomes, quarterback di Kansas City, che divenne il più giovane in assoluto a essere nominato MVP. Il Super Bowl LV si giocò il 7 febbraio 2021 al Raymond James Stadium di Tampa tra i campioni in carica, i Kansas City Chiefs, e i Tampa Bay Buccaneers, che divennero la prima franchigia a giocare il Super Bowl in casa. I Buccaneers vinsero 31-9, e il quarterback Tom Brady, arrivato a Tampa dopo 20 stagioni con i New England Patriots e alla sua decima apparizione al Super Bowl, vinse il suo settimo anello, più di ogni altro giocatore e franchigia della NFL e fu nominato per la quinta volta Super Bowl MVP. Il Super Bowl LVI viene disputato il 13 febbraio 2022 al SoFi Stadium di Inglewood, California. Il Super Bowl tornò a Los Angeles dopo 29 anni di assenza. A contendersi il Vince Lombardi Trophy furono i Los Angeles Rams padroni di casa (seconda volta nella storia in cui il Super Bowl si è giocato nello stadio di una delle due squadre giunte alla finale) e i Cincinnati Bengals. La partita è stata vinta dai Rams 23 a 20, e Cooper Kupp, wide receiver dei Rams, venne eletto MVP del Super Bowl. L'edizione successiva, il Super Bowl LVII, si disputò il 12 febbraio 2023 al State Farm Stadium di Glendale, Arizona. È il terzo Super Bowl giocato in questo stadio dopo il Super Bowl XLII ed il Super Bowl XLIX. La partita vide contrapposti i Kansas City Chiefs e i Philadelphia Eagles, che ritornarono al Super Bowl dopo 5 anni di assenza. Grazie ad un punteggio di 38-35, Kansas City vinse il terzo Super Bowl della sua storia, il secondo in quattro anni. Patrick Mahomes venne nominato per la seconda volta in carriera MVP del Super Bowl, e divenne il primo giocatore del 21º secolo a vincere l'MVP della NFL e l'MVP del Super Bowl nella stessa stagione e il quarto quarterback di sempre a vincere 2 Super Bowl e 2 MVP. Il Super Bowl LVIII si è giocato l'11 febbraio 2024 a Paradise, in Nevada: è stato il primo Super Bowl a giocarsi nello Stato d'argento, ed è stata la finale più lunga di sempre (1 ora, 14 minuti e 57 secondi la durata dell'intero match). Si sono riconfermati campioni i Kansas City Chiefs con un punteggio di 26-22, ai danni dei San Francisco 49ers, diventando la prima squadra dai New England Patriots a riconfermare il titolo; MVP della finalissima è stato nuovamente il quarterback Patrick Mahomes, giunto al terzo riconoscimento ed eguagliando Joe Montana come numero di MVP del Super Bowl vinti; fu inoltre il primo giocatore in oltre quarant'anni ad ottenere il riconoscimento in due edizioni consecutive.

## Medagliere del Super Bowl
| Squadra               | Vittorie | Sconfitte | Presenze |
| --------------------- | -------- | --------- | -------- |
| New England Patriots  | 6        | 5         | 11       |
| Pittsburgh Steelers   | 6        | 2         | 8        |
| Dallas Cowboys        | 5        | 3         | 8        |
| San Francisco 49ers   | 5        | 3         | 8        |
| Kansas City Chiefs    | 4        | 3         | 7        |
| Green Bay Packers     | 4        | 1         | 5        |
| New York Giants       | 4        | 1         | 5        |
| Denver Broncos        | 3        | 5         | 8        |
| Washington Commanders | 3        | 2         | 5        |
| Las Vegas Raiders     | 3        | 2         | 5        |
| Los Angeles Rams      | 2        | 3         | 5        |
| Miami Dolphins        | 2        | 3         | 5        |
| Philadelphia Eagles   | 2        | 3         | 5        |
| Indianapolis Colts    | 2        | 2         | 4        |
| Baltimore Ravens      | 2        | 0         | 2        |
| Tampa Bay Buccaneers  | 2        | 0         | 2        |
| Seattle Seahawks      | 1        | 2         | 3        |
| Chicago Bears         | 1        | 1         | 2        |
| New York Jets         | 1        | 0         | 1        |
| New Orleans Saints    | 1        | 0         | 1        |
| Minnesota Vikings     | 0        | 4         | 4        |
| Buffalo Bills         | 0        | 4         | 4        |
| Cincinnati Bengals    | 0        | 3         | 3        |
| Carolina Panthers     | 0        | 2         | 2        |
| Atlanta Falcons       | 0        | 2         | 2        |
| Los Angeles Chargers  | 0        | 1         | 1        |
| Tennessee Titans      | 0        | 1         | 1        |
| Arizona Cardinals     | 0        | 1         | 1        |

Quattro squadre non sono mai arrivate al Super Bowl: nell'AFC i Cleveland Browns, i Jacksonville Jaguars e gli Houston Texans (le ultime due squadre però sono expansion teams nati nel 1995 e 2002, mentre i Browns sono stati inattivi per 5 anni); nella NFC i Detroit Lions.

### Vittorie per Conference
| Conference                   | Vittorie | Sconfitte | Presenze |
| ---------------------------- | -------- | --------- | -------- |
| National Football Conference | 30       | 29        | 59       |
| American Football Conference | 29       | 30        | 59       |

### Vittorie per Division
| Division  | Vittorie | Squadre                                                                                     |
| --------- | -------- | ------------------------------------------------------------------------------------------- |
| NFC East  | 14       | Dallas Cowboys (5); New York Giants (4); Washington Commanders (3); Philadelphia Eagles (2) |
| AFC West  | 10       | Kansas City Chiefs (4); Las Vegas Raiders (3); Denver Broncos (3)                           |
| AFC East  | 9        | New England Patriots (6); Miami Dolphins (2); New York Jets (1)                             |
| AFC North | 8        | Pittsburgh Steelers (6); Baltimore Ravens (2)                                               |
| NFC West  | 8        | San Francisco 49ers (5); Los Angeles Rams (2); Seattle Seahawks(1)                          |
| NFC North | 5        | Green Bay Packers (4); Chicago Bears (1)                                                    |
| NFC South | 3        | Tampa Bay Buccaneers (2); New Orleans Saints (1)                                            |
| AFC South | 2        | Indianapolis Colts (2)                                                                      |

## Lista dei Super Bowl
Nota: Il Super Bowl si disputa a gennaio o febbraio dell'anno successivo a quello della stagione. A esempio, il Super Bowl della stagione 1990 si disputò nel 1991.
| Campionato AFL-NFL | Campionato AFL-NFL | Campionato AFL-NFL   | Campionato AFL-NFL   | Campionato AFL-NFL | Campionato AFL-NFL                                                                           | Campionato AFL-NFL            | Campionato AFL-NFL |
| Super Bowl         | Data               | Campioni AFL         | Campioni NFL         | Risultato          | Miglior giocatore (MVP)                                                                      | Sede                          | Spett.             |
| ------------------ | ------------------ | -------------------- | -------------------- | ------------------ | -------------------------------------------------------------------------------------------- | ----------------------------- | ------------------ |
| I                  | 15 gennaio 1967    | Kansas City Chiefs   | Green Bay Packers    | 10-35              | Bart Starr (Green Bay Packers, Quarterback)                                                  | Los Angeles Memorial Coliseum | 61,946             |
| II                 | 14 gennaio 1968    | Oakland Raiders      | Green Bay Packers    | 14-33              | Bart Starr (Green Bay Packers, Quarterback)                                                  | Miami Orange Bowl             | 75,546             |
| III                | 12 gennaio 1969    | New York Jets        | Baltimore Colts      | 16-7               | Joe Namath (New York Jets, Quarterback)                                                      | Miami Orange Bowl             | 75,389             |
| IV                 | 11 gennaio 1970    | Kansas City Chiefs   | Minnesota Vikings    | 23-7               | Len Dawson (Kansas City Chiefs, Quarterback)                                                 | Tulane Stadium                | 80,562             |
| Campionato NFL     |                    |                      |                      |                    |                                                                                              |                               |                    |
| Super Bowl         | Data               | Campioni AFC         | Campioni NFC         | Risultato          | Miglior giocatore (MVP)                                                                      | Sede                          | Spett.             |
| V                  | 17 gennaio 1971    | Baltimore Colts      | Dallas Cowboys       | 16-13              | Chuck Howley (Dallas Cowboys, Linebacker)                                                    | Miami Orange Bowl             | 79,204             |
| VI                 | 16 gennaio 1972    | Miami Dolphins       | Dallas Cowboys       | 3-24               | Roger Staubach (Dallas Cowboys, Quarterback)                                                 | Tulane Stadium                | 81,023             |
| VII                | 14 gennaio 1973    | Miami Dolphins       | Washington Redskins  | 14-7               | Jake Scott (Miami Dolphins, free safety)                                                     | Los Angeles Memorial Coliseum | 90,182             |
| VIII               | 13 gennaio 1974    | Miami Dolphins       | Minnesota Vikings    | 24-7               | Larry Csonka (Miami Dolphins, running back)                                                  | Rice Stadium                  | 71,882             |
| IX                 | 12 gennaio 1975    | Pittsburgh Steelers  | Minnesota Vikings    | 16-6               | Franco Harris (Pittsburgh Steelers, running back)                                            | Tulane Stadium                | 80,997             |
| X                  | 18 gennaio 1976    | Pittsburgh Steelers  | Dallas Cowboys       | 21-17              | Lynn Swann (Pittsburgh Steelers, wide receiver)                                              | Miami Orange Bowl             | 80,187             |
| XI                 | 9 gennaio 1977     | Oakland Raiders      | Minnesota Vikings    | 32-14              | Fred Biletnikoff (Oakland Raiders, wide receiver)                                            | Rose Bowl                     | 103,438            |
| XII                | 15 gennaio 1978    | Denver Broncos       | Dallas Cowboys       | 10-27              | Randy White (Dallas Cowboys defensive tackle); Harvey Martin (Dallas Cowboys, defensive end) | Louisiana Superdome           | 76,400             |
| XIII               | 21 gennaio 1979    | Pittsburgh Steelers  | Dallas Cowboys       | 35-31              | Terry Bradshaw (Pittsburgh Steelers, Quarterback)                                            | Miami Orange Bowl             | 79,484             |
| XIV                | 20 gennaio 1980    | Pittsburgh Steelers  | Los Angeles Rams     | 31-19              | Terry Bradshaw (Pittsburgh Steelers, Quarterback)                                            | Rose Bowl                     | 103,985            |
| XV                 | 25 gennaio 1981    | Oakland Raiders      | Philadelphia Eagles  | 27-10              | Jim Plunkett (Oakland Raiders, Quarterback)                                                  | Louisiana Superdome           | 76,135             |
| XVI                | 24 gennaio 1982    | Cincinnati Bengals   | San Francisco 49ers  | 21-26              | Joe Montana (San Francisco 49ers, Quarterback)                                               | Pontiac Silverdome            | 81,270             |
| XVII               | 30 gennaio 1983    | Miami Dolphins       | Washington Redskins  | 17-27              | John Riggins (Washington Redskins, running back)                                             | Rose Bowl                     | 103,667            |
| XVIII              | 22 gennaio 1984    | L.A. Raiders         | Washington Redskins  | 38-9               | Marcus Allen (Los Angeles Raiders, running back)                                             | Tampa Stadium                 | 72,920             |
| XIX                | 20 gennaio 1985    | Miami Dolphins       | San Francisco 49ers  | 16-38              | Joe Montana (San Francisco 49ers, Quarterback)                                               | Stanford Stadium              | 84,059             |
| XX                 | 26 gennaio 1986    | New England Patriots | Chicago Bears        | 10-46              | Richard Dent (Chicago Bears, defensive end)                                                  | Louisiana Superdome           | 73,818             |
| XXI                | 26 gennaio 1987    | Denver Broncos       | New York Giants      | 20-39              | Phil Simms (New York Giants, Quarterback)                                                    | Rose Bowl                     | 101,063            |
| XXII               | 31 gennaio 1988    | Denver Broncos       | Washington Redskins  | 10-42              | Doug Williams (Washington Redskins, Quarterback)                                             | Jack Murphy Stadium           | 73,302             |
| XXIII              | 22 gennaio 1989    | Cincinnati Bengals   | San Francisco 49ers  | 16-20              | Jerry Rice (San Francisco 49ers, wide receiver)                                              | Sun Life Stadium              | 75,597             |
| XXIV               | 28 gennaio 1990    | Denver Broncos       | San Francisco 49ers  | 10-55              | Joe Montana (San Francisco 49ers, Quarterback)                                               | Louisiana Superdome           | 72,919             |
| XXV                | 27 gennaio 1991    | Buffalo Bills        | New York Giants      | 19-20              | Ottis Anderson (New York Giants, running back)                                               | Tampa Stadium                 | 73,813             |
| XXVI               | 26 gennaio 1992    | Buffalo Bills        | Washington Redskins  | 24-37              | Mark Rypien (Washington Redskins, Quarterback)                                               | Hubert H. Humphrey Metrodome  | 63,130             |
| XXVII              | 31 gennaio 1993    | Buffalo Bills        | Dallas Cowboys       | 17-52              | Troy Aikman (Dallas Cowboys, Quarterback)                                                    | Rose Bowl                     | 98,374             |
| XXVIII             | 30 gennaio 1994    | Buffalo Bills        | Dallas Cowboys       | 13-30              | Emmitt Smith (Dallas Cowboys, running back)                                                  | Georgia Dome                  | 72,817             |
| XXIX               | 29 gennaio 1995    | San Diego Chargers   | San Francisco 49ers  | 26-49              | Steve Young (San Francisco 49ers, Quarterback)                                               | Sun Life Stadium              | 74,107             |
| XXX                | 28 gennaio 1996    | Pittsburgh Steelers  | Dallas Cowboys       | 17-27              | Larry Brown (Dallas Cowboys, Cornerback)                                                     | Sun Devil Stadium             | 76,347             |
| XXXI               | 26 gennaio 1997    | New England Patriots | Green Bay Packers    | 21-35              | Desmond Howard (Green Bay Packers, kick returner)                                            | Louisiana Superdome           | 72,301             |
| XXXII              | 25 gennaio 1998    | Denver Broncos       | Green Bay Packers    | 31-24              | Terrell Davis (Denver Broncos, running back)                                                 | Qualcomm Stadium              | 68,912             |
| XXXIII             | 31 gennaio 1999    | Denver Broncos       | Atlanta Falcons      | 34-19              | John Elway (Denver Broncos, Quarterback)                                                     | Sun Life Stadium              | 74,803             |
| XXXIV              | 30 gennaio 2000    | Tennessee Titans     | St. Louis Rams       | 16-23              | Kurt Warner (Saint Louis Rams, Quarterback)                                                  | Georgia Dome                  | 72,625             |
| XXXV               | 28 gennaio 2001    | Baltimore Ravens     | New York Giants      | 34-7               | Ray Lewis (Baltimore Ravens, Linebacker)                                                     | Raymond James Stadium         | 71,921             |
| XXXVI              | 3 febbraio 2002    | New England Patriots | St. Louis Rams       | 20-17              | Tom Brady (New England Patriots, Quarterback)                                                | Louisiana Superdome           | 72,922             |
| XXXVII             | 26 gennaio 2003    | Oakland Raiders      | Tampa Bay Buccaneers | 21-48              | Dexter Jackson (Tampa Bay Buccaneers, free safety)                                           | Qualcomm Stadium              | 67,603             |
| XXXVIII            | 1º febbraio 2004   | New England Patriots | Carolina Panthers    | 32-29              | Tom Brady (New England Patriots, Quarterback)                                                | Reliant Stadium               | 71,525             |
| XXXIX              | 6 febbraio 2005    | New England Patriots | Philadelphia Eagles  | 24-21              | Deion Branch (New England Patriots, wide receiver)                                           | Alltel Stadium                | 78,125             |
| XL                 | 5 febbraio 2006    | Pittsburgh Steelers  | Seattle Seahawks     | 21-10              | Hines Ward (Pittsburgh Steelers, wide receiver)                                              | Ford Field                    | 68,206             |
| XLI                | 4 febbraio 2007    | Indianapolis Colts   | Chicago Bears        | 29-17              | Peyton Manning (Indianapolis Colts, Quarterback)                                             | Sun Life Stadium              | 74,512             |
| XLII               | 3 febbraio 2008    | New England Patriots | New York Giants      | 14-17              | Eli Manning (New York Giants, Quarterback)                                                   | University of Phoenix Stadium | 71,101             |
| XLIII              | 1º febbraio 2009   | Pittsburgh Steelers  | Arizona Cardinals    | 27-23              | Santonio Holmes (Pittsburgh Steelers, wide receiver)                                         | Raymond James Stadium         | 70,774             |
| XLIV               | 7 febbraio 2010    | Indianapolis Colts   | New Orleans Saints   | 17-31              | Drew Brees (New Orleans Saints, Quarterback)                                                 | Sun Life Stadium              | 74,059             |
| XLV                | 6 febbraio 2011    | Pittsburgh Steelers  | Green Bay Packers    | 25-31              | Aaron Rodgers (Green Bay Packers, Quarterback)                                               | Cowboys Stadium               | 103,219            |
| XLVI               | 5 febbraio 2012    | New England Patriots | New York Giants      | 17-21              | Eli Manning (New York Giants, Quarterback)                                                   | Lucas Oil Stadium             | 68,658             |
| XLVII              | 3 febbraio 2013    | Baltimore Ravens     | San Francisco 49ers  | 34-31              | Joe Flacco (Baltimore Ravens, Quarterback)                                                   | Louisiana Superdome           | 71,024             |
| XLVIII             | 2 febbraio 2014    | Denver Broncos       | Seattle Seahawks     | 8-43               | Malcolm Smith (Seattle Seahawks, Linebacker)                                                 | New Meadowlands Stadium       | 82,529             |
| XLIX               | 1º febbraio 2015   | New England Patriots | Seattle Seahawks     | 28-24              | Tom Brady (New England Patriots, Quarterback)                                                | University of Phoenix Stadium | 70,288             |
| 50                 | 7 febbraio 2016    | Denver Broncos       | Carolina Panthers    | 24-10              | Von Miller (Denver Broncos, Linebacker)                                                      | Levi's Stadium                | 71.088             |
| LI                 | 5 febbraio 2017    | New England Patriots | Atlanta Falcons      | 34-28 (DTS)        | Tom Brady (New England Patriots, Quarterback)                                                | NRG Stadium                   | 70.807             |
| LII                | 4 febbraio 2018    | New England Patriots | Philadelphia Eagles  | 33-41              | Nick Foles (Philadelphia Eagles, Quarterback)                                                | U.S. Bank Stadium             | 67.612             |
| LIII               | 3 febbraio 2019    | New England Patriots | Los Angeles Rams     | 13-3               | Julian Edelman (New England Patriots, Wide Receiver)                                         | Mercedes-Benz Stadium         | 70.081             |
| LIV                | 2 febbraio 2020    | Kansas City Chiefs   | San Francisco 49ers  | 31-20              | Patrick Mahomes (Kansas City Chiefs, Quarterback)                                            | Hard Rock Stadium             | 62.417             |
| LV                 | 7 febbraio 2021    | Kansas City Chiefs   | Tampa Bay Buccaneers | 9-31               | Tom Brady (Tampa Bay Buccaneers, Quarterback)                                                | Raymond James Stadium         | 24.835             |
| LVI                | 13 febbraio 2022   | Cincinnati Bengals   | Los Angeles Rams     | 20-23              | Cooper Kupp (Los Angeles Rams, Wide Receiver)                                                | SoFi Stadium                  | 70.048             |
| LVII               | 12 febbraio 2023   | Kansas City Chiefs   | Philadelphia Eagles  | 38-35              | Patrick Mahomes (Kansas City Chiefs, Quarterback)                                            | State Farm Stadium            | 67.827             |
| LVIII              | 11 febbraio 2024   | Kansas City Chiefs   | San Francisco 49ers  | 25-22 (DTS)        | Patrick Mahomes (Kansas City Chiefs, Quarterback)                                            | Allegiant Stadium             | 61.629             |
| LIX                | 9 febbraio 2025    | Kansas City Chiefs   | Philadelphia Eagles  | 22-40              | Jalen Hurts (Philadelphia Eagles, Quarterback)                                               | Caesars Superdome             | 65.719             |
| LX                 | 8 febbraio 2026    |                      |                      |                    |                                                                                              | Levi's Stadium                |                    |
| LXI                | 14 febbraio 2027   |                      |                      |                    |                                                                                              | SoFi Stadium                  |                    |
| LXII               | 13 febbraio 2028   |                      |                      |                    |                                                                                              | Mercedes-Benz Stadium         |                    |

## Albo d'oro del miglior giocatore (MVP)
| MVP | Giocatore        | Ruolo            | Club                                       | Anno                     |
| --- | ---------------- | ---------------- | ------------------------------------------ | ------------------------ |
| 5   | Tom Brady        | Quarterback      | New England Patriots, Tampa Bay Buccaneers | 2002-2004-2015-2017-2021 |
| 3   | Joe Montana      | Quarterback      | San Francisco 49ers                        | 1982-1985-1990           |
| 3   | Patrick Mahomes  | Quarterback      | Kansas City Chiefs                         | 2020-2023-2024           |
| 2   | Bart Starr       | Quarterback      | Green Bay Packers                          | 1967-1968                |
| 2   | Terry Bradshaw   | Quarterback      | Pittsburgh Steelers                        | 1979-1980                |
| 2   | Eli Manning      | Quarterback      | New York Giants                            | 2008-2012                |
| 1   | Joe Namath       | Quarterback      | New York Jets                              | 1969                     |
| 1   | Len Dawson       | Quarterback      | Kansas City Chiefs                         | 1970                     |
| 1   | Chuck Howley     | Linebacker       | Dallas Cowboys                             | 1971                     |
| 1   | Roger Staubach   | Quarterback      | Dallas Cowboys                             | 1972                     |
| 1   | Jake Scott       | Free safety      | Miami Dolphins                             | 1973                     |
| 1   | Larry Csonka     | Running back     | Miami Dolphins                             | 1974                     |
| 1   | Franco Harris    | Running back     | Pittsburgh Steelers                        | 1975                     |
| 1   | Lynn Swann       | Wide receiver    | Pittsburgh Steelers                        | 1976                     |
| 1   | Fred Biletnikoff | Wide receiver    | Oakland Raiders                            | 1977                     |
| 1   | Randy White      | Defensive tackle | Dallas Cowboys                             | 1978                     |
| 1   | Harvey Martin    | Defensive end    | Dallas Cowboys                             | 1978                     |
| 1   | Jim Plunkett     | Quarterback      | Oakland Raiders                            | 1981                     |
| 1   | John Riggins     | Running back     | Washington Redskins                        | 1983                     |
| 1   | Marcus Allen     | Running back     | L.A. Raiders                               | 1984                     |
| 1   | Richard Dent     | Defensive end    | Chicago Bears                              | 1986                     |
| 1   | Phil Simms       | Quarterback      | New York Giants                            | 1987                     |
| 1   | Doug Williams    | Quarterback      | Washington Redskins                        | 1988                     |
| 1   | Jerry Rice       | Wide receiver    | San Francisco 49ers                        | 1989                     |
| 1   | Ottis Anderson   | Running back     | New York Giants                            | 1991                     |
| 1   | Mark Rypien      | Quarterback      | Washington Redskins                        | 1992                     |
| 1   | Troy Aikman      | Quarterback      | Dallas Cowboys                             | 1993                     |
| 1   | Emmitt Smith     | Running back     | Dallas Cowboys                             | 1994                     |
| 1   | Steve Young      | Quarterback      | San Francisco 49ers                        | 1995                     |
| 1   | Larry Brown      | Cornerback       | Dallas Cowboys                             | 1996                     |
| 1   | Desmond Howard   | Kick returner    | Green Bay Packers                          | 1997                     |
| 1   | Terrell Davis    | Running back     | Denver Broncos                             | 1998                     |
| 1   | John Elway       | Quarterback      | Denver Broncos                             | 1999                     |
| 1   | Kurt Warner      | Quarterback      | St. Louis Rams                             | 2000                     |
| 1   | Ray Lewis        | Linebacker       | Baltimore Ravens                           | 2001                     |
| 1   | Dexter Jackson   | Free safety      | Tampa Bay Buccaneers                       | 2003                     |
| 1   | Deion Branch     | Wide receiver    | New England Patriots                       | 2005                     |
| 1   | Hines Ward       | Wide receiver    | Pittsburgh Steelers                        | 2006                     |
| 1   | Peyton Manning   | Quarterback      | Indianapolis Colts                         | 2007                     |
| 1   | Santonio Holmes  | Wide receiver    | Pittsburgh Steelers                        | 2009                     |
| 1   | Drew Brees       | Quarterback      | New Orleans Saints                         | 2010                     |
| 1   | Aaron Rodgers    | Quarterback      | Green Bay Packers                          | 2011                     |
| 1   | Joe Flacco       | Quarterback      | Baltimore Ravens                           | 2013                     |
| 1   | Malcolm Smith    | Linebacker       | Seattle Seahawks                           | 2014                     |
| 1   | Von Miller       | Linebacker       | Denver Broncos                             | 2016                     |
| 1   | Nick Foles       | Quarterback      | Philadelphia Eagles                        | 2018                     |
| 1   | Julian Edelman   | Wide receiver    | New England Patriots                       | 2019                     |
| 1   | Cooper Kupp      | Wide receiver    | Los Angeles Rams                           | 2022                     |
| 1   | Jalen Hurts      | Quarterback      | Philadelphia Eagles                        | 2024                     |

Nella classifica riportata compare un MVP in più rispetto al numero dei Super Bowl disputati perché in occasione del Super Bowl XII sono stati proclamati a pari merito "Man of the match" Randy White e Harvey Martin dei Dallas Cowboys. Questo è stato il primo, e finora unico, caso in cui due giocatori sono stati nominati a pari merito MVP del Super Bowl.

### Riepilogo degli MVP per ruoli
| MVP | Ruolo            |
| --- | ---------------- |
| 34  | Quarterback      |
| 8   | Wide receiver    |
| 7   | Running Back     |
| 4   | Linebacker       |
| 2   | Free safety      |
| 2   | Defensive end    |
| 1   | Defensive tackle |
| 1   | Cornerback       |
| 1   | Kick returner    |

## Statistiche particolari
In sei edizioni del Super Bowl è capitato che le finaliste fossero, a livello statistico, una il miglior attacco e l'altra la miglior difesa dell'intera stagione NFL; in questi casi per cinque volte ha prevalso la squadra con la miglior difesa.
| Super Bowl | Data            | Miglior attacco     | Miglior difesa      | Risultato | Sede                          |
| ---------- | --------------- | ------------------- | ------------------- | --------- | ----------------------------- |
| I          | 15 gennaio 1967 | Kansas City Chiefs  | Green Bay Packers   | 10-35     | Los Angeles Memorial Coliseum |
| XIII       | 21 gennaio 1979 | Dallas Cowboys      | Pittsburgh Steelers | 31-35     | Miami Orange Bowl             |
| XIX        | 20 gennaio 1985 | Miami Dolphins      | San Francisco 49ers | 16-38     | Stanford Stadium              |
| XXIV       | 28 gennaio 1990 | San Francisco 49ers | Denver Broncos      | 55-10     | Louisiana Superdome           |
| XXV        | 27 gennaio 1991 | Buffalo Bills       | New York Giants     | 19-20     | Tampa Stadium                 |
| XLVIII     | 2 febbraio 2014 | Denver Broncos      | Seattle Seahawks    | 8-43      | New Meadowlands Stadium       |

## I trofei

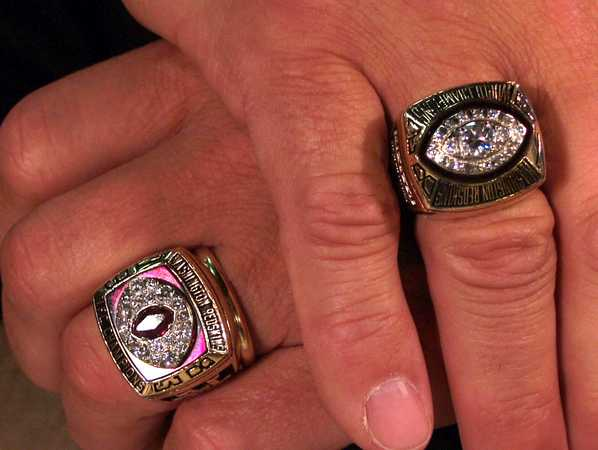
Joe Theismann, quarterback dei Washington Redskins, con gli anelli che celebrano la vittoria della propria Conference e del Super Bowl nel 1983

Il trofeo venne intitolato nel 1971 al famoso allenatore di origine italiana Vince Lombardi, subito dopo la sua morte improvvisa, per ricordarne le vittorie nei primi due Super Bowl alla guida dei Green Bay Packers.
Come ricordato in precedenza, il trofeo è stato prodotto dalla gioielleria Tiffany. È costituito da una palla da football interamente d'argento posta in posizione di kick off della misura di 56 centimetri per un peso di 3,2 chilogrammi e il suo valore complessivo è di 25.000 dollari. Viene consegnato in campo al termine del Super Bowl alla squadra campione e sul trofeo viene inciso, oltre al nome della squadra vincente, anche l'anno e l'edizione del Super Bowl appena concluso.
La NFL produce ogni anno un pezzo perché la squadra vincitrice ne diviene proprietaria.
Oltre al Vince Lombardi Trophy, ogni giocatore riceve un anello per celebrare la vittoria. Queste gemme sono di solito fatte in oro bianco e diamanti, e contengono inciso il nome della squadra e l'edizione del Super Bowl.
La NFL paga per ogni squadra 150 anelli per con un costo approssimativo di 5.000 dollari ciascuno: la squadra vincitrice li distribuisce tra gli allenatori, giocatori, staff e dirigenti. Nel caso voglia avere più anelli, la squadra si assume il costo di ogni esemplare extra.
Solitamente l'anello non è un trofeo inedito che hanno solo i vincitori del Super Bowl: le squadre campioni delle Conference, rispettivamente AFC e NFC (che si apprestano a disputare il Super Bowl), per celebrare tale impresa, fanno infatti produrre degli anelli per ricordare il successo nella propria Conference.

## La designazione della squadra di casa
La squadra che viene designata come "in casa" si alterna nel corso degli anni con la squadra dell'altra Conference che arriva in finale: la squadra della AFC gioca in casa i Super Bowl pari, mentre la squadra vincitrice della NFC gioca in casa quelli dispari. Questa regola è iniziata con il primo Super Bowl, quando i Green Bay Packers furono designati come la squadra di casa.
Dal Super Bowl XIII, disputato nel gennaio 1979, alla squadra di casa è data la possibilità di scegliere se indossare la loro maglia bianca oppure colorata. In precedenza, per la squadra di casa era stato stabilito che dovesse indossare la maglia colorata, ciò ha portato Dallas ad indossare le loro meno familiare maglia blu (i Cowboys utilizzano la maglia bianca nelle partite casalinghe), in occasione del Super Bowl V. Se la maggior parte delle squadre che hanno giocato il Super Bowl in casa hanno scelto di indossare la maglia colorata, ci sono state cinque eccezioni, i Dallas Cowboys durante il Super Bowl XIII e il XXVII, i Washington Redskins durante il Super Bowl XVII, i Pittsburgh Steelers nel Super Bowl XL e i Denver Broncos nel Super Bowl 50.
Gli Steelers, che dopo la fusione AFL-NFL nel 1970 avevano sempre indossato in casa la maglia nera, hanno optato scaramanticamente per la maglia bianca dopo aver vinto con la stessa tre partite consecutive dei playoff. La decisione si può comparare a quella dei New England Patriots nel 1986: i Patriots avevano indossato per tutta la stagione 1985 la maglia bianca in casa, ma dopo aver vinto le partite dei playoff contro i New York Jets e i Miami Dolphins indossando la maglietta rossa, optarono per questa anche in occasione del Super Bowl nonostante avessero la possibilità di sceglierla.

## Sedi
Trenta dei cinquantanove Super Bowl sono stati disputati tra Miami e New Orleans (undici volte), e nella contea di Los Angeles (otto volte). Quaranta dei cinquantanove Super Bowl sono stati disputati negli Stati della Florida (diciassette volte), California (dodici volte) e Louisiana (undici volte).
Ad oggi nessuna regione senza una franchigia NFL ha mai ospitato un Super Bowl, anche se la presenza di una squadra non è condizione imprescindibile per ospitare l'evento: per ospitare la finale, infatti, basta che una città abbia una franchigia nella propria regione di appartenenza. È accaduto per ben sette edizioni che uno stadio che non fosse l'impianto di casa di una squadra NFL si aggiudicasse il Super Bowl: cinque edizioni sono state assegnate al Rose Bowl di Pasadena (prima che i Los Angeles Rams e i Los Angeles Raiders spostassero le franchigie a Saint Louis e Oakland).
Fino al 2021 nessuna squadra ha mai giocato il Super Bowl nello stadio di casa. La squadra che ci si avvicinò di più sono stati i San Francisco 49ers che hanno giocato il Super Bowl XIX nello Stanford Stadium (stadio senza squadra NFL), mentre erano di casa al Candlestick Park, e i Los Angeles Rams, il cui impianto casalingo era il Los Angeles Memorial Coliseum, che hanno giocato il Super Bowl XIV nel Rose Bowl. Oltre a questi sei casi, un'altra edizione venne disputata in uno stadio che non ospitava una squadra al momento del Super Bowl fu il Super Bowl VIII: gli Houston Oilers avevano giocato al Rice Stadium in precedenza, ma si trasferirono diversi anni prima nello stadio Astrodome di Houston. Il Miami Orange Bowl è stato l'unico stadio dell'AFL ad ospitare un Super Bowl ed è stato l'unico stadio ad ospitare due Super Bowl consecutivi, ospitando le edizioni numero II e III. La 55ª edizione ha visto per la prima volta una franchigia giocare nel suo stadio, i Tampa Bay Buccaneers.
Generalmente, la NFL non assegna il Super Bowl in luoghi che si trovano con temperature al di sotto 10 °C, a meno che lo stadio sia completamente coperto da un tetto fisso o retrattile. Solo sei edizioni sono state giocate in città dal clima rigido: il Super Bowl XXVI e il Super Bowl LII, giocati a Minneapolis; il Super Bowl XVI e il Super Bowl XL, entrambi disputati nell'area di Detroit; il Super Bowl XLVI, giocato a Indianapolis; il Super Bowl XLVIII, disputato nella cittadina di East Rutherford, New Jersey. Nei primi cinque casi elencati gli stadi erano tutti provvisti di un tetto fisso, mentre nel 2014 venne fatta un'eccezione: la partita fu infatti giocata al MetLife Stadium, un impianto totalmente scoperto.

### Stadi che hanno ospitato il Super Bowl
| Nome                          | Località                     | # Edizioni | Anno                                           |
| ----------------------------- | ---------------------------- | ---------- | ---------------------------------------------- |
| Mercedes-Benz Superdome       | New Orleans (Louisiana)      | 8          | 1978, 1981, 1986, 1990, 1997, 2002, 2013, 2025 |
| Hard Rock Stadium             | Miami Gardens (Florida)      | 6          | 1989, 1995, 1999, 2007, 2010, 2020             |
| Miami Orange Bowl             | Miami (Florida)              | 5          | 1968, 1969, 1971, 1976, 1979                   |
| Rose Bowl                     | Pasadena (California)        | 5          | 1977, 1980, 1983, 1987, 1993                   |
| Tulane Stadium                | New Orleans (Louisiana)      | 3          | 1970, 1972, 1975                               |
| Jack Murphy/Qualcomm Stadium  | San Diego (California)       | 3          | 1988, 1998, 2003                               |
| Raymond James Stadium         | Tampa (Florida)              | 3          | 2001, 2009, 2021                               |
| State Farm Stadium            | Glendale (Arizona)           | 3          | 2008, 2015, 2023                               |
| Los Angeles Memorial Coliseum | Los Angeles (California)     | 2          | 1967, 1973                                     |
| Tampa Stadium                 | Tampa (Florida)              | 2          | 1984, 1991                                     |
| Georgia Dome                  | Atlanta (Georgia)            | 2          | 1994, 2000                                     |
| NRG Stadium                   | Houston (Texas)              | 2          | 2004, 2017                                     |
| Levi's Stadium                | Santa Clara (California)     | 2*         | 2016, 2026                                     |
| SoFi Stadium                  | Inglewood (California)       | 2*         | 2022, 2027                                     |
| Mercedes-Benz Stadium         | Atlanta (Georgia)            | 2*         | 2019, 2028                                     |
| Rice Stadium                  | Houston (Texas)              | 1          | 1974                                           |
| Pontiac Silverdome            | Pontiac (Michigan)           | 1          | 1982                                           |
| Hubert H. Humphrey Metrodome  | Minneapolis (Minnesota)      | 1          | 1992                                           |
| Sun Devil Stadium             | Tempe (Arizona)              | 1          | 1996                                           |
| EverBank Stadium              | Jacksonville (Florida)       | 1          | 2005                                           |
| Ford Field                    | Detroit (Michigan)           | 1          | 2006                                           |
| Stanford Stadium              | Stanford (California)        | 1          | 1985                                           |
| AT&T Stadium                  | Arlington (Texas)            | 1          | 2011                                           |
| Lucas Oil Stadium             | Indianapolis (Indiana)       | 1          | 2012                                           |
| MetLife Stadium               | East Rutherford (New Jersey) | 1          | 2014                                           |
| U.S. Bank Stadium             | Minneapolis (Minnesota)      | 1          | 2018                                           |
| Allegiant Stadium             | Las Vegas (Nevada)           | 1          | 2024                                           |

N.B.: in corsivo riferimenti a uno stadio ora demolito; l'* fa riferimento a edizioni future del Super Bowl.

## La diretta e la pubblicità
Il Super Bowl è il principale avvenimento sportivo degli Stati Uniti e viene trasmesso in televisione fin dalla prima edizione. Negli Stati Uniti l'evento tende ad avere un pubblico televisivo tra i 90 e 110 milioni di spettatori che vedono tutto lo spettacolo sportivo con intervallo musicale. Inoltre è stato stimato che la domenica del Super Bowl è il secondo giorno in cui si consuma più cibo negli Stati Uniti dopo la giornata del Ringraziamento. Vista la notevole portata dell'evento, i principali network televisivi statunitensi si alternano nel trasmetterlo. L'evento è trasmesso anche nel resto del mondo, per un pubblico potenziale di 150 milioni di spettatori, che rendono il Super Bowl uno degli eventi sportivi più visto nel mondo annualmente.
Il Super Bowl XLIX, disputato allo University of Phoenix Stadium di Glendale (nello Stato dell'Arizona), tra i New England Patriots e i Seattle Seahawks e vinto dai New England Patriots, ha fatto registrare il record di ascolti ed è diventato il più visto della storia, grazie ad una media ascolti di circa 114,4 milioni di spettatori (battendo il record del precedente Super Bowl XLVIII con 112,1 milioni).
Nel 2004 gli spettatori del Super Bowl XXXVIII hanno assistito, durante l'halftime show (una tradizione consolidata da tempo nell'intervallo della partita che vede alternarsi grandi artisti) ad un controverso fuori programma: durante l'esibizione musicale di Justin Timberlake e Janet Jackson, Timberlake ha abbassato una spallina della cantante, rivelandone il seno. Negli Stati Uniti il gesto ha dato origine al cosiddetto "nipplegate", che ha causato forti polemiche e strascichi giudiziari. Dopo questo episodio, l'evento viene trasmesso in "delay" cioè una diretta con alcuni secondi di ritardo, per dare la possibilità alla regia televisiva di intervenire o meglio censurare in caso di altri simili inconvenienti.
A partire dal famoso spot della Apple Computer in stile 1984 di Orwell, diretto da Ridley Scott, che annunciava l'uscita dell'Apple Macintosh, la diretta televisiva del Super Bowl è diventata la principale vetrina per spot altamente concettuali o stravaganti e costosi. Famose campagne pubblicitarie del Super Bowl comprendono lo spot della Budweiser soprannominato "Bud Bowl" e gli spot delle dot-com del biennio 1999-2000.
Prima dell'inizio del match, viene come da tradizione suonato e cantato, anche in linguaggio dei segni, prima America The Beautiful e poi l'inno nazionale americano.

### Il costo degli spazi pubblicitari
Di seguito viene riportato, nel corso degli anni, il costo (in dollari) di ogni break pubblicitario da 30”:
| Super Bowl | Costo spot | Super Bowl | Costo spot | Super Bowl | Costo spot | Super Bowl | Costo spot | Super Bowl | Costo spot | Super Bowl | Costo spot |
| ---------- | ---------- | ---------- | ---------- | ---------- | ---------- | ---------- | ---------- | ---------- | ---------- | ---------- | ---------- |
| I          | 42000 $    | XI         | 125000 $   | XXI        | 600000 $   | XXXI       | 1200000 $  | XLI        | 2600000 $  | LI         | 5020000 $  |
| II         | 54000 $    | XII        | 162000 $   | XXII       | 645000 $   | XXXII      | 1300000 $  | XLII       | 3500000 $  | LII        | 5000 $     |
| III        | 55000 $    | XIII       | 185000 $   | XXIII      | 675000 $   | XXXIII     | 1600000 $  | XLIII      | 3000 $     | LIII       | 5250000 $  |
| IV         | 78000 $    | XIV        | 222000 $   | XXIV       | 700000 $   | XXXIV      | 1900000 $  | XLIV       | 2800000 $  | LIV        | 5600000 $  |
| V          | 72000 $    | XV         | 324000 $   | XXV        | 800000 $   | XXXV       | 2100000 $  | XLV        | 3000 $     | LV         | 5600000 $  |
| VI         | 86000 $    | XVI        | 324000 $   | XXVI       | 850000 $   | XXXVI      | 1900000 $  | XLVI       | 3500000 $  | LVI        | 7000 $     |
| VII        | 88000 $    | XVII       | 400000 $   | XXVII      | 850000 $   | XXXVII     | 2100000 $  | XLVII      | 4000 $     | LVII       | 7000 $     |
| VIII       | 103000 $   | XVIII      | 368000 $   | XXVIII     | 900000 $   | XXXVIII    | 2200000 $  | XLVIII     | 4000 $     | LVIII      | 7000 $     |
| IX         | 107000 $   | XIX        | 525000 $   | XXIX       | 1150000 $  | XXXIX      | 2400000 $  | XLIX       | 4500000 $  | LIX        | 8000 $     |
| X          | 110000 $   | XX         | 550000 $   | XXX        | 1085000 $  | XL         | 2500000 $  | 50         | 5100000 $  |            |            |

## Il Super Bowl nella televisione italiana
In Italia la prima apparizione del football avvenne in occasione del Super Bowl XV disputato nel gennaio 1981 tra Oakland Raiders e Philadelphia Eagles (vinto dai Raiders), trasmesso da Canale 5 in diretta per la sola Lombardia ed il giorno successivo in replica integrale in prima serata. Il commento fu affidato a Marco Lucchini, ma il programma di presentazione fu condotto dal celeberrimo Mike Bongiorno. Guido Bagatta insieme a Rino Tommasi (che avrebbe, in seguito, commentato solo Super Bowl), si recò a Detroit per commentare, sempre in diretta per la Lombardia su Canale 5, il Super Bowl XVI del 1982 tra San Francisco 49ers e Cincinnati Bengals (vinto dai 49ers). Per la stagione successiva la stessa accoppiata si recò a Pasadena e fu testimone anche del Super Bowl XVII vinto dai Washington Redskins contro i Miami Dolphins.
Sfortunatamente, in occasione del Super Bowl XVIII disputato nel gennaio 1984 tra Los Angeles Raiders e Washington Redskins (vinto dai Raiders), le dirette del Super Bowl di Canale 5 si interruppero, e visto che per ragioni tecniche (o legali), fu impedito al network privato la trasmissione contemporanea all'evento, si scelse di spostare la differita del match in prima serata il lunedì successivo. Dalla stagione 1988 una nuova voce ai microfoni fu quella di Flavio Tranquillo, che, successivamente coadiuvato da Lino Benezzoli, avrebbe dato modo ai telespettatori di apprezzare il commento a due voci (cronista+tecnico) a cui ormai siamo ampiamente abituati.
I Super Bowl erano però rimasti in differita, dando origine anche ad una sorta di "curioso" interesse da parte di radio e telegiornali che, il lunedì, non mancavano di informare sul risultato della partita giocata la notte precedente. Fu solo con il Super Bowl XXIII trasmesso nel 1989 su Tele Capodistria (acquisita da Fininvest), che ripresero le dirette che da allora, su vari canali, si sono susseguite ininterrottamente. Dal 1993 al 2008 è stato trasmesso in diretta sempre in pay-tv, sia da Tele+ (che l'ha trasmesso in chiaro dal 1990 al 1992) fino al 2002 che successivamente da Sky Sport. Le dirette sulla pay-tv dal 1991 fino al 1999 sono state accompagnate dalla telecronaca di Flavio Tranquillo e Sergio Angona, fino a quando dal 2000 Paolo Leopizzi e Bebo Nori ne hanno preso il posto.
Dal 2003 al 2006 Mediaset ha inoltre trasmesso in differita l'evento su Italia 1 la sera successiva. Dopo che la Rai ha acquisito per due anni i diritti della NFL, l'edizione 2009 è stata trasmessa in diretta esclusiva su Rai Due: in 16:9 (in onda con lo stesso formato anche su Rai Sport Più) sul digitale terrestre e in alcune zone anche in alta definizione su Rai HD, segnando così il ritorno della diretta del Super Bowl su una tv in chiaro dopo 17 anni di assenza; la telecronaca è stata affidata a Valerio Iafrate e il commento tecnico a Roberto Gotta. L'edizione 2010, oltre che su Rai Due, Rai HD e Rai Sport Più con la stessa coppia di telecronisti, fu visibile anche in lingua originale via satellite su ESPN America e venne trasmesso in differita il giorno successivo su dahlia TV, con il commento di Antonio Maggiora Vergano, Matteo Gandini e Brock Olivo ex capitano delle squadre speciali dei Detroit Lions; quest'ultima ha trasmesso assieme a LA7 l'edizione 2011 in diretta (in alcune zone anche in HD sul canale La7HD del digitale terrestre) con commento in lingua italiana di Ugo Francica Nava, mentre ESPN America ha trasmesso sul satellite solo in lingua originale. Le edizioni 2012 e 2013 sono state trasmesse in diretta da Sportitalia con il commento in italiano affidato a Matteo Gandini e il commento tecnico a Giovanni Ganci e su ESPN America (anche in HD) in lingua originale. Nel 2014 il Super Bowl è stato trasmesso in diretta sulle reti Mediaset, a distanza di 23 anni, e nella fattispecie su Italia 1 (e in alta definizione su Italia 1 HD) con la telecronaca affidata a Gabriele Cattaneo, Federico Mastria e Guido Bagatta, mentre su Fox Sports 2 HD è andato in onda in lingua originale. L'edizione 2015 è stata trasmessa in diretta esclusiva su Fox Sports 2 HD con commento in lingua originale, mentre per l'edizione 2016 è stata Mediaset Premium (che ha trasmesso anche le edizioni 2017 e 2018) a trasmettere il Super Bowl con commento in lingua italiana, con Fox Sports e Fox Sports HD che lo trasmettono con il commento in lingua originale. Nel 2017 e 2018 Italia 1 ha trasmesso in diretta l'evento.
Dalla stagione successiva, DAZN si aggiudica i diritti NFL per le tre stagioni successive, per poi rinnovare fino al 2024, con l'obbligo di sub-cedere il Super Bowl (e una partita del Ringraziamento) anche in chiaro (nel 2019 e nel 2021 fu trasmesso da Rai 2 e RaiPlay mentre nel 2020 è stato di nuovo trasmesso da Mediaset, ma sul 20, nel 2022 su Rai 1) e nel 2023 e 2024 su Italia 1 in diretta non esclusiva.
| Edizione                         | TV (Pay)                                                                    | TV (FTA)                                                      | Streaming (FTA)   |
| -------------------------------- | --------------------------------------------------------------------------- | ------------------------------------------------------------- | ----------------- |
| XV-XVI-XVII                      | non presente                                                                | Canale 5 (diretta per la sola Lombardia, differita nazionale) | non presente      |
| XVIII-XIX-XX-XXI-XXII            | non presente                                                                | Canale 5 (differita)                                          | non presente      |
| XXIII                            | non presente                                                                | TV Koper Capodistria                                          | non presente      |
| XXIV-XXV-XXVI-XXVII              | non presente                                                                | TELE+2                                                        | non presente      |
| XXVII-XXVIII-XXIX-XXX-XXXI-XXXII | TELE+2                                                                      | non presente                                                  | non presente      |
| XXXII-XXXIII-XXXIV-XXXV-XXXVI    | TELE+ Bianco                                                                | non presente                                                  | non presente      |
| XXXVII                           | TELE+ Bianco                                                                | Italia 1 (differita il giorno dopo)                           | non presente      |
| XXXVIII-XXXIX-XL                 | Sky Sport                                                                   | Italia 1 (differita il giorno dopo)                           | non presente      |
| XLI                              | Sky Sport                                                                   | non presente                                                  | non presente      |
| XLII                             | Sky Sport                                                                   | non presente                                                  | non presente      |
| XLIII                            | non presente                                                                | Rai 2, Rai Sport +                                            | non presente      |
| XLIV                             | Dahlia Sport 2 (differita il giorno dopo)                                   | Rai 2, Rai Sport +                                            | non presente      |
| XLV                              | Dahlia Sport 2, ESPN America (lingua originale)                             | LA7                                                           | non presente      |
| XLVI-XLVII                       | ESPN America/ESPN America HD (lingua originale)                             | Sportitalia                                                   | non presente      |
| XLVIII                           | Fox Sports 2 HD (lingua originale)                                          | Italia 1/Italia 1 HD                                          | non presente      |
| XLIX                             | Fox Sports 2 HD (lingua originale)                                          | non presente                                                  | non presente      |
| 50-LI-LII                        | Premium Sport/Premium Sport HD, Fox Sports/Fox Sports HD (lingua originale) | non presente                                                  | non presente      |
| LIII                             | DAZN                                                                        | Rai 2                                                         | RaiPlay           |
| LIV                              | DAZN                                                                        | 20                                                            | Mediaset Play     |
| LV                               | DAZN                                                                        | Rai 2                                                         | RaiPlay           |
| LVI                              | DAZN                                                                        | Rai 1                                                         | RaiPlay           |
| LVII                             | DAZN                                                                        | Rai 2                                                         | RaiPlay           |
| LVIII                            | DAZN                                                                        | Italia1                                                       | Mediaset Infinity |
| LIX                              | DAZN                                                                        | Italia1                                                       | Mediaset Infinity |